# خوسيه مانويل جونزاليس بارامو
خوسيه مانويل جونزاليس بارامو (بالإسبانية: José M. González-Páramo)‏ هو خبير اقتصادي إسباني شغل منصب عضو في المجلس التنفيذي للبنك المركزي الأوروبي من 2004 إلى 2012. ومنذ سبتمبر 2012، يعمل غونزاليس بارامو كأستاذ في كلية الأعمال في جامعة نبرة ‏، كما تم تعيينه عضوًا في المجلس التنفيذي لـ بانكو بيلباو فيزكايا أرجنتاريافي يونيو 2013.